# Aurelio Voltaire

Aurelio Voltaire Hernández (Havana, 25 de janeiro de 1967), conhecido profissionalmente como Aurelio Voltaire ou pelo monônimo Voltaire, é um cantor, compositor e músico norte-americano de origem cubana.
Voltaire também é um animador experiente e artista de quadrinhos e professor da School of Visual Arts de Nova York.

## Nome
No passado, quando perguntado sobre seu nome real, Voltaire evitava a pergunta ou sugeria que seu nome verdadeiro era de fato Voltaire.
Voltaire escolheu usar o nome do meio como nome artístico porque o seu homônimo "viu as hipocrisias da humanidade e as comentou através da sátira. Em essência, ele foi capaz de educar as pessoas sobre o mundo ao seu redor, fazendo-as rir. "
Segundo a School of Visual Arts, onde ele trabalha como professor, o nome verdadeiro de Voltaire é Aurelio Voltaire Hernández. Voltaire atribui "Violão e vocais" em Ooky Spooky a Aurelio Voltaire Hernández, confirmando que esse é seu nome verdadeiro.
Seu nome artístico agora é "Aurelio Voltaire" pelo seguinte motivo: "Eu me cansei de haver outras pessoas lançando álbuns como Voltaire. Há uma banda indie na Alemanha e um cara americano que faz hip-hop instrumental. Tipo, essas pessoas não fazem uma porra de pesquisa no Google antes de nomear suas bandas? De qualquer forma, era mais fácil me distinguir deles usando meu primeiro nome. "

## Primeiros anos
O pai de Voltaire morreu aos quatro meses de idade. Aos dez meses de idade, Voltaire emigrou para Nova Jersey com sua mãe e irmã se casando novamente. No entanto, ele afirma que não gostava de morar lá, afirmando que foi vítima de bullying por sua nacionalidade, hobbies e interesses estranhos. Aos dez anos, Voltaire, inspirado pelos filmes de Ray Harryhausen ( Jasão e os Argonautas, The 7th Voyage of Sinbad ), começou a animar com uma câmera super 8. Ao reunir trechos de informações em fanzines, ele finalmente foi capaz de aprender a criar modelos de animação de espuma de borracha e animá-los. Seu padrasto era abusivo, que considerava que os estranhos hobbies e interesses de Voltaire  indicassem que ele fosse homossexual. Um amigo da família o molestou sexualmente desde a infância até a adolescência. Sua namorada na época cometeu suicídio, o que o levou a pensar em fazer o mesmo. Antes de prosseguir, ele prometeu a si próprio viver mais um dia, fazendo e dizendo o que queria fazer e dizer. Isso lhe permitiu enfrentar as pessoas que o intimidavam e instantaneamente elevou sua autoestima. Embora ele considerasse cometer suicídio novamente no dia seguinte, ele foi capaz de adiar indefinidamente. Aos 17 anos, ele fugiu de casa e se mudou para Nova York. Seu primeiro trabalho lá foi como animador na Parker Brothers. Voltaire diz que ama Nova York e que o único outro lugar que ele ficaria feliz em viver é Tóquio.

## Estilo musical e carreira
A música de Voltaire tem fortes raízes e conexões com o folk europeu, além de outras influências, como a cena gótica. No entanto, muitos ouvintes acham sua música difícil de classificar. Embora tenha um som remanescente da música folclórica europeia,  muitas pessoas afirmam que seja dark wave; talvez porque esse seja um rótulo frequentemente atribuído a muitos outros artistas da Projekt Records, e uma palavra costumava significar muitas coisas pelo próprio selo. Sua música também tem sido associada ao cabaré, com a Lexicon Magazine usando o termo "goth cabaret", possivelmente se referindo ao dark cabaret, um termo frequentemente usado para descrever algumas bandas que Voltaire cita como suas influências. Voltaire também tem sido associado à cena steampunk com assuntos relacionados ao horror da era vitoriana, e alguns de seus estilos visuais e musicais, e nos últimos anos ele se tornou um favorito em grandes convenções steampunk, como a Feira Mundial Steampunk. New wave também foi um termo usado para descrever a música de Voltaire por alguns resenhistas Voltaire descreve sua própria música como "Música para um universo paralelo onde a eletricidade nunca foi inventada e Morrissey é a rainha da Inglaterra". Ele diz que as bandas e artistas que influenciaram sua música são Rasputina, Morrissey, Tom Waits, Cab Calloway e Danny Elfman.
A primeira banda em que Voltaire tocou (durante o ensino médio) era chamada de "First Degree". Nessa idade, ele era fã de Duran Duran, mas depois começou a ouvir música gótica, principalmente bandas como Bauhaus e The Cure. Foi só mais tarde que ele começou a participar da cena gótica; não lhe ocorreu inicialmente que havia uma cena gótica.
Quando adulto, Voltaire formou uma banda que incluía violino, violoncelo, bateria e ele próprio como vocalista e violonista. Dentro de um ano, a Projekt Records os contratou e em junho de 1998 eles lançaram seu primeiro álbum chamado The Devil's Bris. Dois anos depois, seu segundo álbum, Almost Human, foi lançado.
Um dos hits mais populares de Voltaire é " BRAINS! ", uma canção escrita para a série animada do Cartoon Network The Grim Adventures of Billy & Mandy, exibida no episódio "Little Rock of Horrors". Ele também escreveu "Land of the Dead" para Big Boogey Adventure, de Billy e Mandy, que toca na sequência de abertura.
Como fã ávido de Star Trek, Voltaire frequentemente participa de convenções de ficção científica e lançou um EP de quatro faixas chamado Banned on Vulcan; um conjunto de gravações humorísticas fazendo piada dos personagens do programa.
Por outro lado, Voltaire também é o vocalista de um quinteto new wave de Nova York conhecido como The Oddz.
Voltaire apresentou um especial musical para a Artix Entertainment em seu jogo MMO AdventureQuest Worlds, alterando algumas de suas músicas em To the Bottom of the Sea para se adequar aos seus padrões. Mais de 32.000 jogadores compareceram. Foi lançado às 20:00 na sexta-feira, 13 de março de 2009.
Em 2010, Voltaire lançou um CD "Alt Country" chamado Hate Lives in a Small Town. Ele também lançou um CD infantil, Spooky Songs for Creepy Kids, contendo seus trabalhos anteriores para o Cartoon Network, além de outras músicas apropriadas para a idade.
Em 2 de setembro de 2011, Voltaire lançou seu oitavo álbum de estúdio: Riding a Black Unicorn Down the Side of an Erupting Volcano While Drinking from a Chalice Filled with the Laughter of Small Children.ntre os músicos participantes estão Melora Creager, vocalista do Rasputina, nos violoncelos, Brian Viglione na bateria,  o ex-baixista do Bauhaus David J no baixo e Franz Nicolay no acordeão.
Em 2 de setembro de 2012, Voltaire lançou seu nono álbum de estúdio, BiTrektual. Ele contém músicas parodiando Star Trek, Star Wars e Doctor Who, e contou com participações de Jason C. Miller, Tim Russ, Garrett Wang e Robert Picardo. Ele também lançou uma compilação de demos, The Cave Canem Demos.
Em 2014, seu décimo álbum, Raised by Bats, foi lançado. Contrastando com a instrumentação dark cabaret da maioria de seu álbum,Raised by Bats é mais influenciado pelo  deathrock - e rock gótico, e contou com participações de Ray Toro do My Chemical Romance, Craig Adams de The Mission, Julia Marcell e muito mais.

### Membros da banda
Embora frequentemente creditado e retratado como solista, Voltaire tem uma banda. Sua banda ocasionalmente se apresenta em shows ao vivo, mas não aparece em seu álbum ao vivo, Live!. A formação atual é:
- Vocais / Guitarra: Voltaire
- Violino: Hannah Thiem
- Violino: Maxim Moston
- Violino: Ben Lively
- Violoncelo: Melora Creager
- Bateria: Brian Viglione
- Baixo: David J
- Metais: The Red Hook Ramblers
- Acordeão: Franz Nicolay
- Banjo: Smith Curry
- Tuba: Joe Tuba

## Televisão
Voltaire foi contratado para seu primeiro trabalho de diretor em 1988 na MTV, criando a vinheta "MTV-Bosch" no estilo de Hieronymus Bosch. A turnê em stop motion do infernal Jardim das Delícias Terrenas ganhou vários prêmios, incluindo o Broadcast Design Award. A vinheta também foi incluída em uma cápsula da mídia do século 21 que foi lançada no espaço. Ele também criou vinhetas para clientes como Cartoon Network, Sci-Fi Channel e seu bloco Animation Station, USA Network e Nickelodeon.
Além de trabalhar com comerciais, ele fez curtas-metragens e séries como Rakthavira e Chi-Chian. Chi-Chian, baseado em uma vinheta que ele fez para o Sci-Fi Channel, agora uma série animada em flash de 14 episódios no site da Syfy. Antes disso, Chi-Chian começou como uma série de romances gráficos que incluía 6 edições (publicadas pela Sirius Entertainment), que eventualmente evoluíram para a série animada em Flash.
Atualmente, ele ensina animação em stop motion na School of Visual Arts da cidade de Nova York, bem como animação, direção e canto.
Voltaire escreveu duas de suas músicas especialmente para o programa de TV The Grim Adventures of Billy & Mandy : " BRAINS! " e " Land of the Dead ".
Apareceu na série do  Discovery Channel Oddities em 2012, comprando uma "fatia de cérebro"  para servir de adereço em um videoclipe.

## Vida pessoal
Voltaire se casou com sua namorada de longa data, Jayme, em 1º de outubro de 2009, no Angel Orensanz Center, em Nova York. Voltaire tem um filho, Mars, de um relacionamento anterior, nascido em 1998. Voltaire é agnóstico.
Em 25 de setembro de 2013, Voltaire anunciou em seu blog oficial que ele e sua esposa iria se divorciar. Dizendo: "Em 1º de outubro deste ano, minha esposa e eu estaríamos comemorando nosso quarto aniversário de casamento Infelizmente, não é para ser. Depois de quase quatro anos de casamento e mais alguns de namoro, estamos nos separando. Me entristece tão profundamente que as coisas não deram certo. Foi um processo difícil para nós dois chegarmos a essa decisão, que eu realmente não desejo a ninguém. Nada é pior do que ver seu melhor amigo magoado "

## Livros
- Voltaire (2002). Oh My Goth! Version 2.0. Sirius Entertainment. ISBN 1-57989-047-4
- Voltaire (2003). Oh My Goth!: Presents the Girlz of Goth!. Sirius Entertainment. ISBN 1-57989-061-X
- Voltaire, Chris Adams, David Fooden (2003). Chi-Chian: The Roleplaying Game. Aetherco/Dreamcatcher. ISBN 1-929312-03-2
- Voltaire (2004). Deady the Malevolent Teddy. Sirius Entertainment. ISBN 1-57989-083-0
- Voltaire (2004). Deady the Terrible Teddy. Sirius Entertainment. ISBN 1-57989-077-6
- Voltaire (2004). What Is Goth? – Music, Makeup, Attitude, Apparel, Dance, and General Skullduggery. Weiser Books. ISBN 1-57863-322-2
- Voltaire (2005). Deady the Evil Teddy. Sirius Entertainment. ISBN 1-57989-081-4
- Voltaire (2005). Paint It Black – A Guide to Gothic Homemaking. Weiser Books. ISBN 1-57863-361-3
- Voltaire (2007). Deady: Big in Japan. Sirius Entertainment. ISBN 1-57989-085-7[21]
- Aurelio Voltaire (2013). Call of the Jersey Devil. Spence City. ISBN 1-93939-200-4
- Aurelio Voltaire (2013 / 2014) The Legend of Candy Claws

## Discografia
- The Devil's Bris (1998)
- Almost Human (2000)
- Boo Hoo (2002)
- Then and Again (2004)
- Ooky Spooky (2007)
- To the Bottom of the Sea (2008)
- Hate Lives in a Small Town (2010)
- Riding a Black Unicorn Down the Side of an Erupting Volcano While Drinking from a Chalice Filled with the Laughter of Small Children (2011)
- BiTrektual (2012)
- Raised by Bats (2014)
- Heart-Shaped Wound (2017)
- What Are the Oddz? (2019)